# Marcelo Lipatín
Marcelo Lipatín (Montevideo, 28 januari 1977) is een Uruguayaans voetballer.